# 郁文贤
郁文贤，上海交通大学讲席教授，上海市北斗导航创新研究院院长。长期从事雷达目标识别、遥感信息处理和融合导航定位等技术方向的研究。郁文贤曾入选2011年度中国教育部长江学者，获得过中国国家科技进步二等奖。